# Михайловичі (заказник)
Михайло́вичі — ландшафтний заказник місцевого значення в Україні. Об'єкт природно-заповідного фонду Житомирської області. 
Розташований на території Коростенського району Житомирської області, на північ від міста Коростень. 
Площа 139,6 га. Статус надано згідно з рішенням 17 сесії облради від 14.11.2008 року № 665. Перебуває у віданні ДП «Коростенське ЛМГ» (Бехівське л-во, кв. 16, вид. 16—18, кв. 18, 26, 28). 
Статус надано для збереження частини лісового масиву з високопродуктивними насадженнями сосни, берези тощо. Зростають види рослин, занесені до Червоної книги України: лілія лісова, гніздівка звичайна, любка дволиста та інші. Є відкрите евтрофне болото.